# Distrito de Charkhi Dadri
Charkhi Dadri (en hindi; चरखी दादरी) es un distrito de India en el estado de Haryana. Fue creado el 16 de noviembre de 2016 a partir del distrito de Bhiwani, siendo la sede del distrito la ciudad de Charkhi Dadri. Además de esta, el distrito incluye la subdivisiones Badhra y Bond Kalan.

## Divisiones administrativas
El gobierno de Haryana creó oficialmente a Charkhi Dadri como el 22° distrito de Haryana el 18 de septiembre de 2016. Al momento de su creación, Charkhi Dadri comprendía el tehsil de Bond Kalan y las subdivisiones de Badhra y Charkhi Dadri.